# Brachypodium sylvaticum
Brachypodium sylvaticum é uma espécie de planta com flor pertencente à família Poaceae. 
A autoridade científica da espécie é (Huds.) P.Beauv., tendo sido publicada em Essai d'une Nouvelle Agrostographie 101, 155, pl. 3, f. 115. 1812.
O seu nome comum é braquipódio-bravo.

## Portugal
Trata-se de uma espécie presente no território português, nomeadamente em Portugal Continental, no Arquipélago dos Açores e no Arquipélago da Madeira.
Em termos de naturalidade é nativa das três regiões atrás indicadas.

## Protecção
Não se encontra protegida por legislação portuguesa ou da Comunidade Europeia.